# Президент на Русия
Президентът на Руската федерация (на руски: Президе́нт Росси́йской Федера́ции) е държавен глава, върховен главнокомандващ и най-висок пост в правителството на Руската федерация. Постът е учреден през 1991 г. в резултат на референдум. Изпълнителната власт се поделя между президента и министър-председателя, който е глава на правителството.
Първоначално за президента на Русия е предвиден мандат от 5 години, който през 1993 г. е намален на 4 години. През 2008 година се приемат промени в Конституцията, според които мандатът на президента се удължава на 6 години.

## Правомощия
Русия е президентска република и президентът има широки правомощия.
- Правомощия като държавен глава:
  - да осигури мерки за обезпечаване на държавния суверенитет на Русия;
  - да осигури съгласуването на функционирането на органите на държавната власт;
  - да определя основните елементи на вътрешната и външната политика на Русия;
  - да представлява Руската федерация в страната и чужбина.

- Правомощия в изпълнителната власт:
  - да назначава министър-председателя (съгласувано с парламента);
  - да председателства заседанията на правителството;
  - да взема решение за оставката на правителството;
  - да прекратява актове на правителството, ако те са в противоречие с основните закони на страната и международните договорености;

- Правомощия в съдебната власт:
  - да предлага кандидатури за висши съдии;
  - да предлага кандидатури за генерален прокурор;
  - да назначава съдиите във федералните съдилища.

- Правомощия като главнокомандващ на въоръжените сили на Русия:
  - да формира и оглавява Съвета за безопасност на Русия;
  - да утвърждава военната доктрина;
  - да назначава и освобождава главнокомандващите на родовете войска;
  - да въвежда и прекратява военно положение на територията на страната.

- Правомощия в международните отношения:
  - да ръководи външната политика на Русия;
  - да назначава и уволнява дипломатическите представители на страната;
  - да преговаря и подписва международни договорености;

- Правомощия в законодателната власт:
  - да разпуска Парламента в съответствие с конституцията;
  - да назначава провеждането на избори за Дума;
  - да подписва и обнародва законите, приети от Парламента;
  - да прави веднъж годишно обръщение към народните депутати.

- Други правомощия:
  - да обявява референдуми;
  - да назначава администрацията на президента;
  - да награждава с държавни отличия;
  - да помилва осъдени на смърт.

## Президенти на Русия

### Титуляри
| Портрет | Име, фамилия     | Начало – край на управлението  | Забележка                   |
| ------- | ---------------- | ------------------------------ | --------------------------- |
|         | Борис Елцин      | 10 юли 1991 – 31 декември 1999 | Два мандата, подава оставка |
|         | Владимир Путин   | 7 май 2000 – 7 май 2008        | Два мандата                 |
|         | Дмитрий Медведев | 7 май 2008 – 7 май 2012        |                             |
|         | Владимир Путин   | 7 май 2012 –                   |                             |

### Временно изпълняващи длъжността
| Портрет | Име, фамилия       | Начало – край на периода            | Забележка |
| ------- | ------------------ | ----------------------------------- | --- |
|         | Владимир Руцкой    | 22 септември 1993 – 4 октомври 1993 | По време на периода на противопоставяне между Борис Елцин и парламента, Руцкой е назначен от бунтовниците да изпълнява временно длъжността президент на Русия |
|         | Виктор Черномирдин | 5 ноември 1996 – 6 ноември 1996     | С указ на Борис Елцин Черномирдин го замества като президент поради тежка операция на сърцето на президента                                                   |
|         | Владимир Путин     | 31 декември 1999 – 7 май 2000       | Путин е натоварен от подалия оставка Борис Елцин да изпълнява функцията на президент до провеждане на президентските избори                                   |